# Маген Авраам (синагога)
Синагога Маген Авраам (араб. كنيس ماغين أبراهام‎; ивр. בית הכנסת מגן אברהם‎) — одна из главных синагог в Ливане, наряду со старейшей синагогой Ливана, которой является Сидонская синагога, которая была построена в 833, и которая, как полагают, была сооружена на фундаменте более старой синагоги, существовавшей до разрушения Второго Храма в 66 году нашей эры.
Расположена в бывшем еврейском районе Вади Абу Джамиль в Бейруте, была заброшена после израильского обстрела повредившего синагогу во время гражданской войны в Ливане. Восстановление синагоги началось в мае 2009 года и по состоянию на август 2010 года, ремонтные работы близились к завершению, художникам оставалось восстановить интерьер здания.
Маген Авраам имеет дочернюю синагогу в Канаде, Конгрегация Маген Авраам (Монреаль).

## История
Синагога была необходима выросшей и благоустроенной еврейской общине в Ливане в начале XX века. Она была построена в 1925 году и названа в честь сына Авраама Сассуна, Моше Авраама Сассуна из Калькутты, на землях, подаренных Исааку Манну. Она была построена по проекту архитектора Биндо Манхама и строительство осуществляли Эзра Беньямин и Иосиф Балайя. В связи с недостаточным финансированием, глава еврейской общины, Иосиф Фархи, оплатил завершение интерьера. Синагога также использовалась для преподавания Торы и научных лекций, свадеб и других праздничных мероприятий.
В 1950-х и 1960-х годах было шестнадцать синагог в Бейруте, и они были все полны, как свидетельствуют ливанские эмигранты, который переехали из Бейрута в Париж в 2003 году. Евреи имели такие же права, как и другие меньшинства и количество евреев увеличивалось даже после арабо-израильской войны 1948 года, к тому времени было около 14 000 евреев в Ливане. Даже во время конфликта 1975-76 годов, когда район синагоги находился под управлением ООП, та выделила охранников для защиты синагоги. В 1976 году, через год после начала гражданской войны, Иосиф Фархи передал свитки Торы из синагоги в Женеву, и поручил их попечению известного еврейско-ливанского банкира Эдмонда Сафра, который хранил их в казне своего банка. Большинство из них были с тех пор переданы в сефардскую синагогу в Израиле.
Хотя большая часть общины эмигрировала после кризиса 1958 года и начала гражданской войны в Ливане, около 100 еврейских семей все еще жили в квартале синагоги до израильского вторжения в Ливан. Во время ливанской войны 1982 года, подразделения арафатовской ООП и христианских фалангистов были расположены в Вади Абу Джамиль, что привело к израильским опасениям о наличии вооружённых палестинцев в этом районе. 12 августа 1982 года, израильские бомбардировки повредили синагогу. Синагога была оставлена после того как израильские снаряды попали в здание, оставив груды щебня и мусора разбросанными по полу. Две мраморные плиты представляющие десять заповедей и мраморная звезда Давида были также разрушены. Десятки еврейских семей были среди тех, кто стали беженцами в результате обстрела в этом районе.

## Планы восстановления
Как часть общего восстановления Бейрута после Ливанской войны 2006 года, ремонт разрушенной синагоги начался в 2009 году. Реализация проекта была согласована с правительством Ливана, Хезболлой, лидерами другие общин, как действие, которое показывает приверженность Ливана соблюдению прав еврейской общины Ливана. Реконструкция финансируется в сумме $200,000 из частных пожертвований, а также был выделен грант в размере $150 000 от Solidere, ливанской строительной фирмы, находящейся в частной собственности семьи Рафика Харири.
Первоначально, было принято решение бывшего премьер-министра Рафика Харири, восстановить синагогу и окружающий её сад. Однако восстановление тогда не состоялось. Рядом расположенная талмудическая школа была снесена для того, чтобы открыть другим новым зданиям вид на находящийся неподалеку берег.
Несмотря на это, к весне 2008 года, еврейские эмигранты выразили желание выделить средства на ремонт синагоги. Они хотели возобновить восстановление, после улучшения стабильности в Ливане. Вскоре после этого эмигранты опубликовали заявление, что синагога, а также еврейское кладбище в Содеко, начнут восстанавливаться с октября 2008 года. По данным Bloomberg, премьер-министр Фуад Синьора сказал следующее:
Мы уважаем иудаизм, как мы уважаем христианство. Наша единственная проблема с Израилем.
Лидер Хизбаллы Хасан Насралла, приветствовал восстановление, заявив: «Это религиозное место поклонения и его восстановление можно только приветствовать». Кроме того, Хусейн Рахал, пресс-секретарь Хизбаллы, сказал, что его организация также поддержала восстановление синагоги: «Мы уважаем еврейскую религию так же, как мы это делаем по отношению к христианству. Евреи всегда жили среди нас, у нас есть проблема только с израильской оккупацией земли»..
Переводы финансирования уже были получены 65-летний лидером еврейской общины, Исааком Арази. По его оценкам, на ремонт синагоги потребуется до $1 млн. Ему удалось привлечь до $ 40 000 на этот проект, и получить обещание на выделение дополнительных сумм. Солидер, гражданско-инжиниринговая компания, принадлежащая семье Харири, также дала $150 000 каждой из 14 религиозных организаций, на цели восстановления храмов в Ливане, до 2,1 миллиона долларов суммарно. «Мы помогаем всем общинам», сказал председатель Солидера Насер Хаммаа. Кроме того, в Швейцарии, несколько банков, чьи владельцы имеют ливано-еврейские корни, согласились предоставить финансирование. Один из них выделил сумму в $100 000, но Арази отказался оглашать какой именно.
Восстановление должно было начаться в ноябре 2008 года, однако мировой финансовый кризис скорректировал эти планы. Тем не менее, реконструкция началась, и как и другие строительные проекты в районе в настоящее время продолжается.
В 2014 году мусульманский адвокат, который занимается делами евреев в Бейруте, сказал, что есть только два раввина, которые могут посещать синагогу, и отрицает сообщения о том, что синагога будет вновь открыта.